# Kim Nam-joo (ca sĩ)
Đây là một tên người Triều Tiên, họ là Kim.
Kim Nam-joo (Hangul: 김남주, Hanja: 金南珠, Hán-Việt: Kim Nam Châu, sinh ngày 15 tháng 4 năm 1995) là một nữ ca sĩ thần tượng và diễn viên người Hàn Quốc. Cô là thành viên của nhóm nhạc nữ Apink và là thành viên nhóm nhỏ Apink BnN cùng với Yoon Bo-mi do công ty giải trí IST Entertainment thành lập và quản lý. Cô cũng chính thức hợp tác ra mắt một thương hiểu mỹ phẩm với tên gọi ‘Pure Theory’

## Tiểu sử
Kim Nam-joo sinh ngày 15 tháng 4 năm 1995 tại quận Seocho, thủ đô Seoul, Hàn Quốc. Cô đã tốt nghiệp Trường Trung học Biểu diễn Nghệ thuật Seoul vào tháng 2 năm 2014. Cô tiếp tục trở thành sinh viên trường Đại học Sungkyunkwan theo chuyên ngành Diễn xuất.

## Sự nghiệp

### Trước khi ra mắt
Trước khi debut cùng Apink, Kim Namjoo tham gia một mẫu quảng cáo năm 2007 cho một thương hiệu thực phẩm lành mạnh lúc 13 tuổi.
Kim Namjoo gia nhập Cube Entertainment sau buổi thử giọng vào năm 2010, cô là một trong hai thành viên cuối cùng (cùng với Yoon Bo Mi) trở thành thành viên nhóm nhạc A Pink vào tháng 4 năm 2011. Kim Namjoo chính thức được debut với tư cách là một thành viên Apink trên sân khấu ca nhạc M!Countdown đồng thời biểu diễn hai bài hát là " Mollayo" và "Wishlist" nằm trong Seven Springs of Apink của họ.

### Sự nghiệp âm nhạc
Ngày 7 tháng 9 năm 2020, Namjoo chính thức debut solo với single album 'Bird' bài hát do Jeon Soyeon chấp bút
Sự nghiệp âm nhạc của Kim Namjoo gắn liền với Sự nghiệp âm nhạc của A Pink và được tìm thấy trong sự nghiệp A Pink.

## Hợp tác âm nhạc
Ngày 3 tháng 1 năm 2013, Kim Namjoo và thành viên cùng nhóm Eunji hợp tác với Jang Hyunseung (BEAST) phát hành bài hát "A Year Ago" nằm trong dự án mang tên "A Cube For Season #White"
Kim Namjoo cùng với Bomi của nhóm A Pink thành lập nhóm nhỏ đầu tiên của A Pink là "Apink BnN" vào tháng 6 năm 2014. Sau đó họ phát hành single đầu tiên là "My Darling" để kỉ niệm 10 năm thành lập công ty của nhà sản xuất Brave Brothers". "My Darling "sau đó đã được đưa vào album "Pink Luv" của nhóm phát hành vào tháng 11 cùng năm.
Năm 2014, cô biểu diễn "Seoul Lonely" với bộ ba hip-hop Phantom trên một số chương trình âm nhạc.
Năm 2015, cô cùng với Yook Sungjae của nhóm BTOB thực hiện dự án mang tên "A cube season # Blue (Season 2)", với ca khúc tựa đề "Photograph".
Năm 2017, cô cùng với Yoo Seonho và Ahn Hyungseop hợp tác đóng trong web drama ''Mischievous Detectives''.

## Viết lời
| Năm  | Song         | Album     | Notes                        |
| ---- | ------------ | --------- | ---------------------------- |
| 2016 | Lost Pieces  | Dear      | Viết lời cùng với Yoon Bo-mi |
| 2018 | Forever Star | ONE & SIX |                              |

## Webdrama
| Năm  | Tựa đề                 | Vai           | Kênh phát sóng |
| ---- | ---------------------- | ------------- | -------------- |
| 2015 | Investigator Alice     | Chun Yeon-joo | Naver TVCast   |
| 2016 | Investigator Alice 2   | Chun Yeon-joo | Naver TVCast   |
| 2017 | Mischievous Detectives | Ok Jinkyung   | Naver TVCast   |

## Danh sách đĩa nhạc
| Năm  | Tiêu đề                          | Bài hát           | Thời gian | Ca sĩ                               |
| ---- | -------------------------------- | ----------------- | --------- | ----------------------------------- |
| 2014 | Apink BnN                        | My Darling        | 03:07     | Yoon Bo Mi & Kim Namjoo (APINK BnN) |
| 2015 | A cube season #Blue (Season 2)   | Photograph        | 03:45     | Yook Sungjae & Kim Namjoo           |
| 2015 | Sweet Now                        | Sweet Now         | 03:44     | Damiano & Kim Namjoo                |
| 2017 | School 2017 OST Part. 6          | I Pray 4 You      | 03:50     | Apink BnN                           |
| 2018 | I hate you! Juliet               | Strange           | 03:19     | Apink BnN                           |
| 2018 | Matrimonial Chaos OST Pt. 5      | Wish you are      | 03:58     | Apink BnN                           |
| 2019 | I wanna hear your song OST Pt. 1 | Stay With Me      | 03:28     | PULLIK & Kim Namjoo                 |
| 2020 | Bird                             | Bird              | 03:05     | Kim Namjoo                          |
| 2022 | Horn                             | Thank you Dilemma |           | Apink                               |

## Chương trình truyền hình
| Năm     | Tiêu đề                                               | Mạng        | Vai                                  | Ghi chú                                                              |
| ------- | ----------------------------------------------------- | ----------- | ------------------------------------ | -------------------------------------------------------------------- |
| 2011    | A Pink News (Season 1)                                | TrendE      | Chính cô, phóng viên                 | Show thực tế với A Pink, 12 tập                                      |
| 2011    | Challenge 1000 Song                                   | SBS         | Chính cô                             | Khách mời với Bomi, Eunji, Naeun & Hayoung                           |
| 2011    | God of Cookery Road (Episode 29,30)                   | Y-Star      | Chính cô/MC                          | Khách mời cùng với Bomi & Eunji                                      |
| 2011    | Chuseok Idol Athletic Championship                    | MBC         | Chính cô                             | Đội hồng                                                             |
| 2011-12 | A Pink News (Season 2)                                | TrendE      | Chính cô, phóng viên                 | Show thực tế với A Pink                                              |
| 2011-12 | Birth Of Family (Season 1)                            | KBS         | Chính cô                             | Show thực tế với A Pink & INIFINITE                                  |
| 2012    | Weekly Idol                                           | MBC Every 1 |                                      | Khách mời với Apink, Tập 25, 44                                      |
| 2012    | A Pink News (Season 3)                                | TrendE      | Chính cô, phóng viên                 | Show thực tế với A Pink                                              |
| 2013    | Idol Sports Championship                              | MBC         | Chính cô                             | Đội hồng                                                             |
| 2013    | Weekly Idol                                           | MBC Every 1 |                                      | Khách mời với Apink, Tập 104                                         |
| 2013    | Challenge 1000 Song                                   | SBS         |                                      | Khách mời với Eunji & Bomi                                           |
| 2013    | Real Man                                              | MBC         |                                      | Khách mời với Apink                                                  |
| 2013    | 2 Days 1 Night                                        | KBS         |                                      | Khách mời với Apink, Tập 82                                          |
| 2013    | 2013 Idol Star Athletics Championship                 | MBC         |                                      | Đội D với BtoB, BEAST, MBLAQ, B.A.P & Secret                         |
| 2014    | Weekly Idol                                           | MBC Every 1 |                                      | Khách mời với Apink, tập 142, 175                                    |
| 2014    | Oh! My Baby                                           | SBS         |                                      | Với Bomi, Eunji, Hayoung                                             |
| 2014    | Hello Counselor                                       | KBS         |                                      | Khách mời với Eunji                                                  |
| 2014    | Oven Radio                                            | 1theK       |                                      |                                                                      |
| 2014    | Battle Code                                           | Mnet        |                                      | Với Chorong, Naeun, Hayoung                                          |
| 2014    | After School Club                                     | Arirang     |                                      | Khách mời với Apink,Tập 57, 127                                      |
| 2014    | Running Man                                           | SBS         |                                      | Khách mời với Apink, Tập 197                                         |
| 2014    | Idol Star Athletics Championship                      | MBC         |                                      | Đội A với Apink                                                      |
| 2014    | Human Condition                                       | KBS2        |                                      |                                                                      |
| 2015    | Tutoring Across Generations                           | MBC         |                                      |                                                                      |
| 2015    | Sugar Man                                             | JTBC        |                                      | Với Bomi, Tập 1                                                      |
| 2015    | Idol Star Athletics Championship (Dịp Chuseok)        | MBC         |                                      | Chung đội với 4Minute, BEAST, Noh Jihoon, BTOB, CLC, Yuto            |
| 2015    | 2 Days 1 Night                                        | KBS         |                                      | Khách mời với Apink, Tập 550, 552                                    |
| 2015    | Real Man                                              | MBC         |                                      | Khách mời với Apink                                                  |
| 2015    | King of Mask Singer                                   | MBC         |                                      |                                                                      |
| 2016    | Idol Star Athletics Championship (Dịp tết nguyên đán) | MBC         |                                      | Chung đội với 4Minute, BEAST, Noh Jihoon, BTOB. CLC (Áo xanh lá cây) |
| 2016    | Shikshin Road 2                                       | K-star      |                                      | MC với Bomi                                                          |
| 2016    | Idol Star Athletics Championship (Dịp Chuseok)        | MBC         |                                      | Với Bomi và Hayoung (Áo đen)                                         |
| 2016    | Happy Together                                        | KBS2        |                                      | Với Eunji, Tập 447                                                   |
| 2016    | Apink extreme adventure                               | V-live      |                                      | Show thực tế với Apink                                               |
| 2016    | Weekly Idol                                           | MBC Every 1 |                                      | Khách mời với Apink, Tập 271                                         |
| 2016    | Hello Counselor                                       | KBS         |                                      | Khách mời với Chorong                                                |
| 2017    | Weekly Idol                                           | MBC Every1  |                                      | Khách mời với Apink, tập 309                                         |
| 2017    | Weekly Idol                                           | MBC Every1  | Khách mời với Naeun, Hayoung tập 324 |                                                                      |
| 2017    | The Show fan PD                                       | SBS FunE    | MC                                   | MC cùng với Sleepy                                                   |
| 2017    | Yoo HeeYeol's sketchbook                              | KBS         |                                      | Khách mời với Apink                                                  |
| 2017    | JYP's Party people                                    | SBS         |                                      | Khách mời với Apink                                                  |
| 2017    | Knowing Brother                                       | JTBC        |                                      | Khách mời với Apink                                                  |
| 2017    | SNL                                                   | tvN         |                                      | Khách mời với Apink                                                  |
| 2017    | Hip Hop Nation Season 2                               | JTBC        |                                      | Khách mời                                                            |